# Fernando Guillamón
Fernando Guillamón Rodríguez (Sevilla, 5 de junio de 1927-Sevilla, 31 de diciembre de 1987) fue un exfutbolista español que se desempeñaba como defensa.

## Clubes
| Club                    | País   | Año       |
| ----------------------- | ------ | --------- |
| Sevilla F. C.           | España | 1945-1956 |
| R. C. D. Mallorca       | España | 1960-1962 |
| C. D. Atlético Baleares | España | 1962-1963 |

## Internacionalidades
- 3  veces internacional con España.
- Debutó con la selección española en Ginebra el 19 de junio de 1955 contra Suiza.